# Dapoya
Dapoya ist ein Stadtteil im Osten der burkinischen Hauptstadt Ouagadougou, zum Arrondissement Baskuy gehörend, und gliedert sich in zwei Sektoren (Nord und Sud, bzw. 9 und 8)
Dapoya liegt südlich des innerstädtischen Stausees Barrage Nr. 2  sowie nördlich des Hauptbahnhofes und umfasst unter anderem die Église de Dapoya und die Église Sacré Coeur. Dapoya wurde von den Überflutungen im September 2009 besonders schwer getroffen.